# Ryū ga gotoku: Gekijōban
Yakuza: Like a Dragon (龍が如く 劇場版, Ryū ga Gotoku: Gekijōban, lit. "Like a Dragon: la pel·lícula") és una pel·lícula japonesa d'animació per ordinador de l'any 2007. Està inspirada en la sèrie de videojocs Yakuza.
La versió amb subtítols en anglés va ser estrenada el 23 de juny de 2008 al Festival de Cinema Asiàtic de Nova York.